# Bunny Godillot
Bunny Godillot, de son vrai nom Chantal Godillot, née le 2 février 1955 à Paris, est une actrice, auteure, scénariste et réalisatrice française. C'est à l'occasion d'une intervention pédagogique de Jacqueline Maillan au sein du lycée Molière qu'elle manifeste son désir de monter sur les planches.

## Filmographie

### Cinéma

#### Actrice
- 1973 : Les Confidences érotiques d'un lit trop accueillant de Michel Lemoine
- 1974 : Les petites saintes y touchent de Michel Lemoine
- 1979 : À nous deux de Claude Lelouch
- 1980 : Je vais craquer de François Leterrier
- 2001 : Tanguy d'Étienne Chatiliez
- 2011 : Omar m'a tuer de Roschdy Zem

#### Réalisatrice
- 1998 : Riches, belles, etc.

### Télévision
- 1978 : Au théâtre ce soir : Libres sont les papillons de Leonard Gershe, adaptation de Raymond Castans, mise en scène de Raymond Gérôme, réalisation de Pierre Sabbagh, théâtre Marigny
- 1979 : Au théâtre ce soir : Beau-fils et fils de Raoul Praxy, mise en scène de Christian Duroc, réalisation de Pierre Sabbagh, théâtre Marigny
- 1980 : Les Enquêtes du commissaire Maigret, épisode : Le Charretier de la Providence de Marcel Cravenne
- 1984 : Au théâtre ce soir : Chacun pour moi de Daniel Colas, mise en scène de l'auteur, réalisation de Pierre Sabbagh, théâtre Marigny
- 1988 : Palace, épisode 1
- 1986 : L'Été 36 d'Yves Robert
- 1992 : Vacances au purgatoire de Marc Simenon
- 2020 : Dix pour cent (saison 4, épisode 5)

## Théâtre
- 1976 : Le Cid de Pierre Corneille mise en scène de Francis Huster[2] : Suivante de l’Infante
- Côte d'Azur de et mis en scène par Francis Huster[3]
- Si Molière m'était conté de et mis en scène par Francis Huster[4] : Armande Béjart
- La vie de jeunesse de et avec Françoise Thuries, mise en scène de Bernard Crombey[5]
- 1979 : Les papas naissent dans les armoires, d'après Giulio Scarnicci et Renzo Tarabusi, adaptation Jean Rougeul, mise en scène de Gérard Vergez , avec Robert Hirsch au Théâtre de l'Athénée Louis-Jouvet[6] : La Star/La Bonne)
- 1980 : Jacques a dit de Brigitte Bellac mise en scène de Philippe Ferran , avec Robert Hirsch au Théâtre du Lucernaire[7]
- 1981 : Mangeuses d'hommes de et mis en scène par Daniel Colas[8]
- 1983 : Joyeuses Pâques de Jean Poiret, mise en scène de Pierre Mondy : Julie
- 1983 : L’amour tue de Vladimir Volkoff mise en scène de Pierre Franck , avec Marie Dubois au Théâtre de l'Atelier[9] : Vénus
- 1983 : Grand-père de Remo Forlani mise en scène de Michel Fagadau , avec Victor Lanoux au Théâtre de la Gaîté-Montparnasse[10],[11]
- 1984 : Chacun pour Moi de et avec Daniel Colas, mise en scène de l'auteur , avec Yves Rénier au Théâtre Tristan-Bernard[12]
- 1984 : Le Dindon de Georges Feydeau mise en scène de Jean Meyer , avec Pierre Mondy au Théâtre du Palais-Royal[13]
- 1985 : La Prise de Berg-op-Zoom de Sacha Guitry mise en scène de Jean Meyer , avec Daniel Prévost au Théâtre des Célestins[13]
- 1988 : La Présidente (pièce de théâtre) : de Maurice Hennequin et Pierre Veber, adaptation de Jean Poiret, mise en scène de Pierre Mondy[14]
- 1990 : Cyrano de Bergerac de Edmond Rostand mise en scène de Robert Hossein[15]
- 1990 : Tiercé gagnant de John Chapman, mise en scène Christopher Renshaw (en), théâtre de la Michodière : Anna
- 1991 : La Dame de chez Maxim de Georges Feydeau mise en scène de Bernard Murat, avec Christian Clavier et Marie-Anne Chazel au Théâtre Marigny[16]
- 1993 : Le Dîner de cons (pièce de théâtre) de Francis Veber mise en scène Pierre Mondy : Marlène[17]
- 1993 : Sexe et Jalousie de Marc Camoletti mise en scène de l'auteur : Juliette Régnier[18]
- 2000 : Vol au-dessus d'un nid de coucou de Ken Kesey mise en scène de Thomas Le Douarec[19], Théâtre de Paris : Miss Ratched
- 2001 : L'ère du témoin de Annette Wieviorka, mise en scène de Maria Cristina Mastrangeli[20]
- 2004 : Un beau salaud de Pierre Chesnot, mise en scène de Jean-Luc Moreau : Catherine[21]
- 2007-2008 : Chat et Souris de Ray Cooney, mise en scène de Jean-Luc Moreau : Mathilde[22]
- 2010 : La Dame de chez Maxim de Georges Feydeau, mise en scène de Francis Perrin : Madame Ponant
- 2010-2011 : Les Hommes préfèrent mentir de Éric Assous, mise en scène de Jean-Luc Moreau[23]
- 2012 : Merci monsieur Spielberg de Bunny Godillot, mise en scène de Nikola Parienty[24]
- 2012 : Duello La Fontaine / Boccaccio , de Marcello Scudéri, d'après Décaméron de Giovanni Boccaccio et les Fables et les contes libertins de Jean de La Fontaine[25]
- 2013 : «Come to my home»/Histoire poétique du monde de Driss Alaoui Mdaghri[26]
- 2014 : De Paris à Hollywood de Bunny Godillot, mise en scène de Gilbert Pascal [27]
- 2015 - 2019 : Marie-Antoinette, la dernière heure de Bunny Godillot au Théâtre Les Déchargeurs puis en tournée en France et à Londres puis au Festival Off d'Avignon[28],[29]
- 2016 - 2017 : Et pourtant elle m'aime, adapté du film Riches, belles, etc., mise en scène de Lola Naymark[30]